# Service de santé des armées
Il Servizio di salute degli eserciti (Service de santé des armées o SSA) è il servizio di sanità militare che si occupa del sostegno medico e sanitario delle forze armate francesi e di tutti gli organismi sotto l'autorità del ministero della difesa francese.
I medici, farmacisti, dentisti e veterinari ricevono una formazione iniziale a Lione e Bordeaux. In seguito, completano la propria preparazione nella scuola del Val-de-Grâce a Parigi.
Nei ranghi dell'organismo sono presenti anche ufficiali amministrativi e tecnici (OCTASSA), nonché infermieri e personale paramedico.